# Khoảng cách Mahalanobis
Trong thống kê, Khoảng cách Mahalanobis là khoảng cách được định nghĩa bởi P. C. Mahalanobis vào năm 1936.

## Định nghĩa
Khoảng cách Mahalanobis của vec tơ {\displaystyle x=(x_{1},x_{2},x_{3},\dots ,x_{N})^{T}} so với một nhóm có trung bình là {\displaystyle \mu =(\mu _{1},\mu _{2},\mu _{3},\dots ,\mu _{N})^{T}} và ma trận hiệp phương sai {\displaystyle S} được định nghĩa:
{\displaystyle D_{M}(x)={\sqrt {(x-\mu )^{T}S^{-1}(x-\mu )}}.\,}